# NGC 3258
NGC 3258 is een elliptisch sterrenstelsel in het sterrenbeeld Luchtpomp. Het hemelobject werd op 2 mei 1834 ontdekt door de Britse astronoom John Herschel. Het ligt in de buurt van NGC 3258A, NGC 3258B, NGC 3258C, NGC 3258D en NGC 3258E.

## Synoniemen
- ESO 375-37
- MCG -6-23-32
- PGC 30859